# MAKS
MAKS (rusko МАКС, Международный авиационно-космический салон, Mednarodni letalski in vesoljski salon) je mednarodna letalska in vesoljska razstava (letalski šov), ki se odvija vsaki dve leti v Žukovskem na preskusnem Letališču Ramenskoje Letalskega raziskovalnega inštituta Gromova (LII) jugovzhodno od Moskve. Večinoma traja šest dni. Zadnje tri dni je odprt za javnost.
Prvi šov pod imenom Mosaerošov (МОСАЭРОШОУ) se je zgodil leta 1992. Leta 1993 so ga preimenovali v sedanje ime. Prireditev pa ima še daljšo zgodovino.
MAKS je pomemben dogodek za rusko gospodarstvo. Čeprav se je začel kot zabavna prireditev, je kmalu postal trg na katerem so lahko ruski izdelovalci letal našli izvozne pogodbe in ruska zračna plovila našla tuje uporabnike. Celotni dogodek je postal pomemben v celotni SND in sosednjih državah, zaradi tržnih podobnosti.
Redno nastopata posamezno in skupaj skupini Ruski vitezi in Hudourniki v programu »Velika deveterica«, ki ga sestavlja skupni let štirih letal MiG-29 in petih letal Su-27.
Leta 2005 je razstavljalo 606 udeležencev, prireditev pa je obiskalo 650 tisoč obiskovalcev. 7. MAKS (MAKS-2007) se je dogajal med 21. in 26. avgustom 2007. Pričakovali so 540 ruskih in 247 tujih podjetij.